# Eugenia gabonensis
Eugenia gabonensis är en myrtenväxtart som beskrevs av Gerda Jane Hillegonda Amshoff. Eugenia gabonensis ingår i släktet Eugenia och familjen myrtenväxter. Inga underarter finns listade i Catalogue of Life.